# Hans-Georg Atzinger
Hans-Georg Atzinger (* 6. Februar 1944 in Montabaur) ist ein deutscher Offizier (Brigadegeneral a. D.).

## Leben
Beförderungen
- 1971 Leutnant
- 1972 Oberleutnant
- 1977 Hauptmann
- 1981 Major
- 1985 Oberstleutnant
- 1990 Oberst
- 1995 Brigadegeneral

Atzinger trat 1962 in die Bundeswehr in das Panzerbataillon 54 in Wolfhagen ein und durchlief die Ausbildung zum Feldwebel. 1969 wechselte er in die Laufbahn der Offiziere (Truppendienst). Von 1971 bis 1972 besuchte er die Heeresoffizierschulen I in Hannover und III in München.
1972 wurde er Zugführer beim Panzerbataillon 44 in Arolsen, später dann an der Kampftruppenschule II in Munster und beim Panzerbataillon 343 in Arolsen. Nach einer S2-Verwendung wurde er 1976 Kompaniechef.
Von 1980 bis 1982 absolvierte er den 23. Generalstabslehrgang (H) an der Führungsakademie der Bundeswehr (FüAkBw) in Hamburg.
1982 wurde er Referent im Amt für Militärkunde (AMK) in München.
Von 1984 bis 1986 war er G3 der Panzerbrigade 34 in Koblenz. 1986 wurde er Kommandeur des Panzerbataillons 343 in Koblenz.
Von 1988 bis 1990 war er Tutor bzw. Dozent Truppenführer für den Generalstabslehrgang an der FüAkBw. 1990/91 übernahm er die Lehrgangsleitung für den Generalstabslehrgang (H).
1991/92 besuchte er das US Army War College in Carlisle, Pennsylvania.
Von 1992 bis 1995 war er Kommandeur der Panzerbrigade 18 „Holstein“ in Neumünster.
Von 1995 bis 1999 war er Stellvertretender Beauftragter für Reservistenangelegenheiten und Beauftragter für Erziehung und Ausbildung beim Generalinspekteur der Bundeswehr (BEAGenInsp) im BMVg in Bonn.
Danach wurde er Kommandeur des Bundeswehrkommandos USA und Kanada (BwKdo US/CA) in Reston, Virginia.
Zum 1. Januar 2004 wurde er in den Ruhestand versetzt.
Atzinger, katholisch, ist verheiratet und Vater von drei Kindern. Er lebt heute überwiegend in den USA.

## Auszeichnungen
- 1982: General-Heusinger-Preis
- Bundesverdienstkreuz am Bande
- Ehrenkreuz der Bundeswehr in Gold